# Памятный военный крест (Нидерланды)
Памятный военный крест (нидерл. Oorlogsherinneringskruis) — военная награда Нидерландов, учреждённая 16 марта 1944 года указом королевы Вильгельмины для награждения за службу королевству на стороне союзников во время Второй мировой войны.

## Описание награды
Награда представляет собой бронзовый лапчатый крест. На аверсе в центре изображён портрет королевы Вильгельмины, окружённый лентой с надпись «VOOR KRIJCSVERRICHTINGEN» («За военные операции»). На лучах креста, соединённых дубовыми листьями,  изображены королевские монограммы. Реверс пуст. Лента креста шириной 27 мм (1,1 дюйма) оранжевого цветах, с зелёными полосами по краям.

## Планки
С ленте креста прилагались планки с названиями мест военных операций, за участие в которых военнослужащий и был награждён.

### Планки основных военных операций (1944)
При учреждении в 1944 году крест имел следующие планки:
- KRIJG TER ZEE 1940-1944
- OORLOGSVLUCHTEN 1940-1944
- OORLOGSDIENST-KOOPVAARDIJ 1940-1944
- OORLOGSDIENST-VISSERIJ 1940-1944
- KRIJG TER LAND 1940-1944

#### За специальные операции
- NEDERLAND MEI 1940
- NEDERLANDSCH-INDIË 1941-1942
- JAVA-ZEE 1941-1942
- NOORD-AFRIKA-ITALIË 1942-1944

### Планки основных военные операций (1948)
В 1947 году был обнародован пересмотренный королевский указ, и 6 января 1948 года были введены новые планки:
- KRIJG TER ZEE 1940-1945
- OORLOGSVLUCHTEN 1940-1945
- OORLOGSDIENST-KOOPVAARDIJ 1940-1945
- OORLOGSDIENST-VISSERIJ 1940-1945
- KRIJG TE LAND 1940-1945

#### За специальные операции
- NEDERLAND MEI 1940
- NEDERLANDS-INDIË 1941-1942
- JAVAZEE 1941-1942
- MIDDELLANDSE ZEE 1940-1945 (заменила планку «NOORD-AFRIKA-ITALIË 1942-1944»)
- ARNHEM–NIJMEGEN–WALCHEREN 1944
- NORMANDIË 1944
- OOST-AZIË–ZUID-PACIFIC 1942-1945